# 다메 초콜라테
《다메 초콜라테》(스페인어: Dame chocolate)는 2007년 방영된 미국의 텔레노벨라이다.